# Napomyza tenuifrons
Napomyza tenuifrons este o specie de muște din genul Napomyza, familia Agromyzidae, descrisă de Zlobin în anul 1993.
Este endemică în Mongolia. Conform Catalogue of Life specia Napomyza tenuifrons nu are subspecii cunoscute.